# Oligopeptide

Tripeptide Val-Gly-Ala:
- đầu amino đánh dấu màu xanh lá cây (L-Valin)
- đầu carboxyl đánh dấu màu xanh dương (L-Alanin)

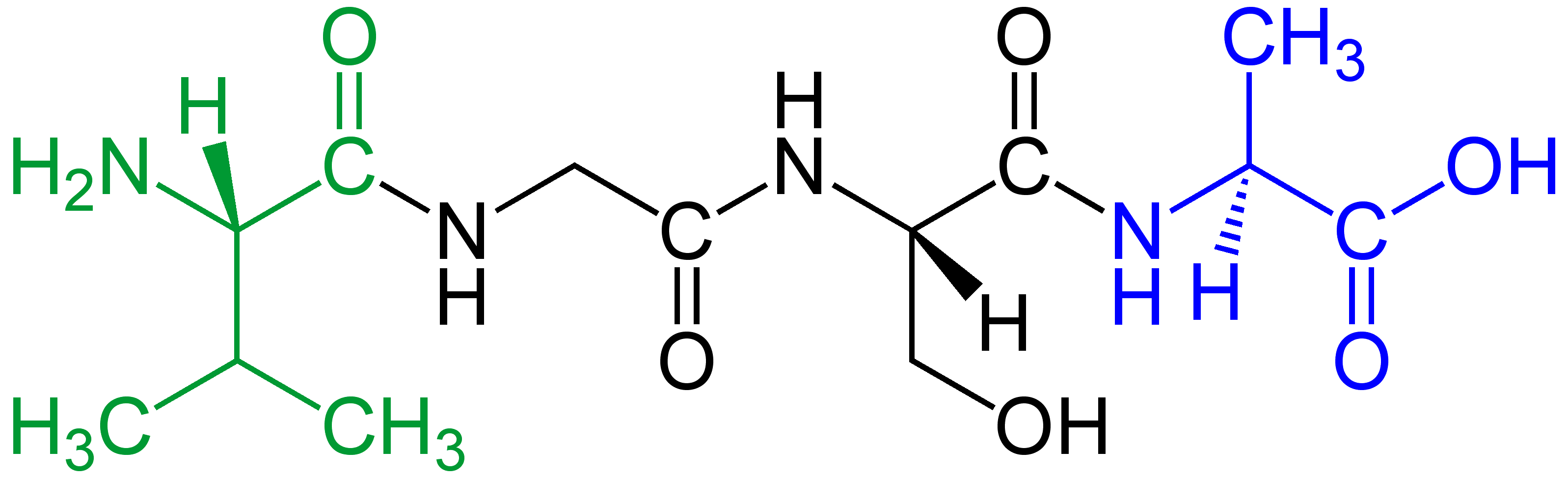
Tetrapeptide Val-Gly-Ser-Ala:
- đầu amino đánh dấu màu xanh lá cây(L-valin)
- đầu carboxyl đánh dấu màu xanh dương(L-alanin)

Oligopeptide (hay gọi là peptide; oligo- nghĩa là "một vài") là phân tử chứa 2 đến 20 amino acid. Một số oligopeptide tự nhiên: aeruginosin, cyanopeptolin, microcystin, microviridin, microginin, anabaenopeptin và cyclamide. Trong số đó, microcystin được nghiên cứu kỹ lưỡng nhất do chúng tồn tại trong trong nước uống và gây độc. Oligopeptide phổ biến nhất là cyanopeptolins (40,1%), tiếp theo là microcystins (13,4%).

## Tổng hợp
Oligopeptide tạo ra từ các enzym tổng hợp peptide không ribosome (nonribosomal peptidees synthases, NRPS), ngoại trừ cyclamide và microviridin do ribosome tổng hợp.

## Ví dụ
Sau đây là một vài ví dụ về oligopeptide:
- Amanitin - Một nhóm các peptide lấy từ bào tử quả của một số loài nấm. Đây là những chất ức chế mạnh mẽ RNA polymerase ở hầu hết các loài sinh vật nhân chuẩn, chặn sản xuất mRNA và tổng hợp protein. Các peptide này rất quan trọng trong việc nghiên cứu quá trình phiên mã. Alpha-amanitin là độc tố chính của loài Amanita phalloides (Nấm tử thần), gây ngộ độc nếu ăn phải.
- Antipain - Oligopeptide do vi khuẩn tạo ra, là chất chẹn protease.
- Ceruletide - Decapeptide tìm thấy trong da của Hyla caerulea, (ếch cây bụng trắng). Ceruletide có rất nhiều điểm chung liên quan đến hoạt động và thành phần của cholecystokinin: Chất này kích thích tiết dịch vị, mật và tuyến tụy; và kích thích một vài cơ trơn. Ceruletide sử dụng để gây viêm tụy trong các mô hình động vật thực nghiệm.
- Glutathione - Tripeptide giữ nhiều vai trò trong tế bào. Chất này liên hợp với thuốc giúp thuốc dễ hòa tan hơn để bài tiết. Chất này còn là cofactor (tạm dịch là đồng yếu tố) của một số enzym, tham gia vào việc sắp xếp lại liên kết disulfide trong protein và làm giảm lượng peroxide trong tế bào.
- Leupeptin - Một nhóm các oligopeptide acyl hóa do xạ khuẩn (Actinomycetes) tổng hợp, có chức năng như chất chẹn protease. Chất này có khả năng chẹn trypsin, plasmin, kallikrein, papain và cathepsin.
- Netropsin - Oligopeptide phân lập từ Streptomyces netropsis. Đây là chất độc tế bào. Do tạo liên kết bền, đặc hiệu với các vùng A-T của DNA, chất này rất hữu ích cho nghiên cứu di truyền học.
- Pepstatin - Nhóm các oligopeptide N-acyl hóa được phân lập từ dịch lọc nuôi cấy của xạ khuẩn, có khả năng chẹn protease acid như pepsin và renin.
- Peptide T - N-(N-(N(2)-(N-(N-(N-(N-D-Alanyl L-seryl)-L-threonyl)-L-threonyl) L-threonyl)-L-asparaginyl)-L-tyrosyl) L-threonine. Đây là octapeptide tương tự trình tự protein vỏ bọc HIV (gp120). Đây là tác nhân kháng virút trong điều trị AIDS. Trình tự pentapeptide lõi (TTNYT) gồm các amino acid từ 4 đến 8 trong peptide T, là trình tự vỏ bọc cần thiết để HIV gắn vào thụ thể CD4.
- Phalloidin - Polypeptide vô cùng độc, được phân lập chủ yếu từ nấm Amanita phalloides (Agaricaceae). Khi ngộ độc nấm, chất này gây suy gan, suy thận và tổn thương thần kinh trung ương. Phalloidin được sử dụng trong nghiên cứu tổn thương gan.
- Teprotide - Nonapeptide nhân tạo có trình tự: Pyr-Trp-Pro-Arg-Pro-Gln-Ile-Pro-Pro. Chất này giống hệt như peptide phân lập từ nọc độc của rắn Bothrops jararaca. Đây là chất chẹn kininase II và ANGIOTENSIN I và được đề xuất làm chất hạ huyết áp.
- Tuftsin - N(2)-((1-(N(2)-L-Threonyl)-L-lysyl)-L-prolyl)-L-arginine. Đây là một tetrapeptide được sản xuất trong lách, kích thích hoạt động thực bào của bạch cầu đa nhân trong máu và đặc biệt là bạch cầu trung tính. Peptide nằm trong đoạn Fd của phân tử gamma-globulin.